# Xemissete (província)
Xemissete (em francês: Khémisset) é uma província de Marrocos, que pertence administrativamente a região de Rabate-Salé-Quenitra. A sua capital é a cidade de Xemissete.

## História

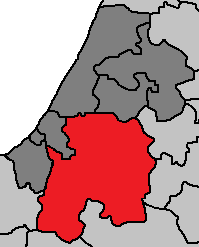
Localização da Província de Xemissete, dentro da Região de Rabat-Salé-Quenitra

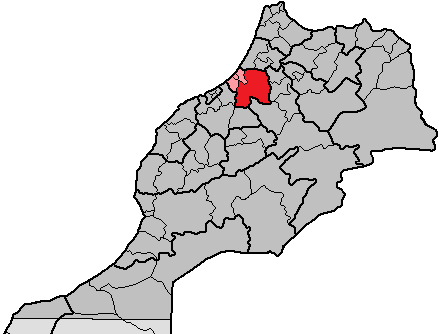
Localização da Província de Xemissete, dento do Reino de Marrocos

A atual província foi criada em 1973, a partir da divisão da província de Rabat-Salé.

Bandeira da Província

## Características geográficas
Superfície: 8.305 km²
População total: 542.221 habitantes(em 2014)
Densidade: 65 hab/km²

## Demografia
| 1994    | 2004    | 2007    | 2014    |
| ------- | ------- | ------- | ------- |
| 485.541 | 521.815 | 529.452 | 542.221 |